# Hahnenbach (Boye)
Der Hahnenbach ist ein linker Nebenfluss der Boye im Ruhrgebiet mit einem 2,9 km langen Hauptlauf und einem 0,7 km langen Seitenarm (GKZ 2772682).
Der Hauptlauf entspringt in Gladbeck-Brauck aus einem unterirdischen Sammler nahe der Lützenkampstraße. Er fließt in südwestlicher Richtung am Friedhof Brauck und am Sportplatz vorbei, durch die Kleingärten und unter der L 615 hindurch. Stärker in Richtung Süden geht es entlang des Südparks bis zum Gelände der ehemaligen Zeche Mathias Stinnes 3/4, die der Bach südlich umrundet, um dann vor der Halde 19 nach Norden abzudrehen. Zwischen der Mottbruchhalde und der Halde 19 liegt das Pumpwerk Hahnenbach, in dem auch der Seitenarm aus Richtung Norden kommend einmündet. Die Mündung in die Boye befindet sich noch 400 Meter weiter südwestlich an der Stadtgrenze zu Bottrop, das Wasser wird auf dieser Strecke verrohrt gepumpt.

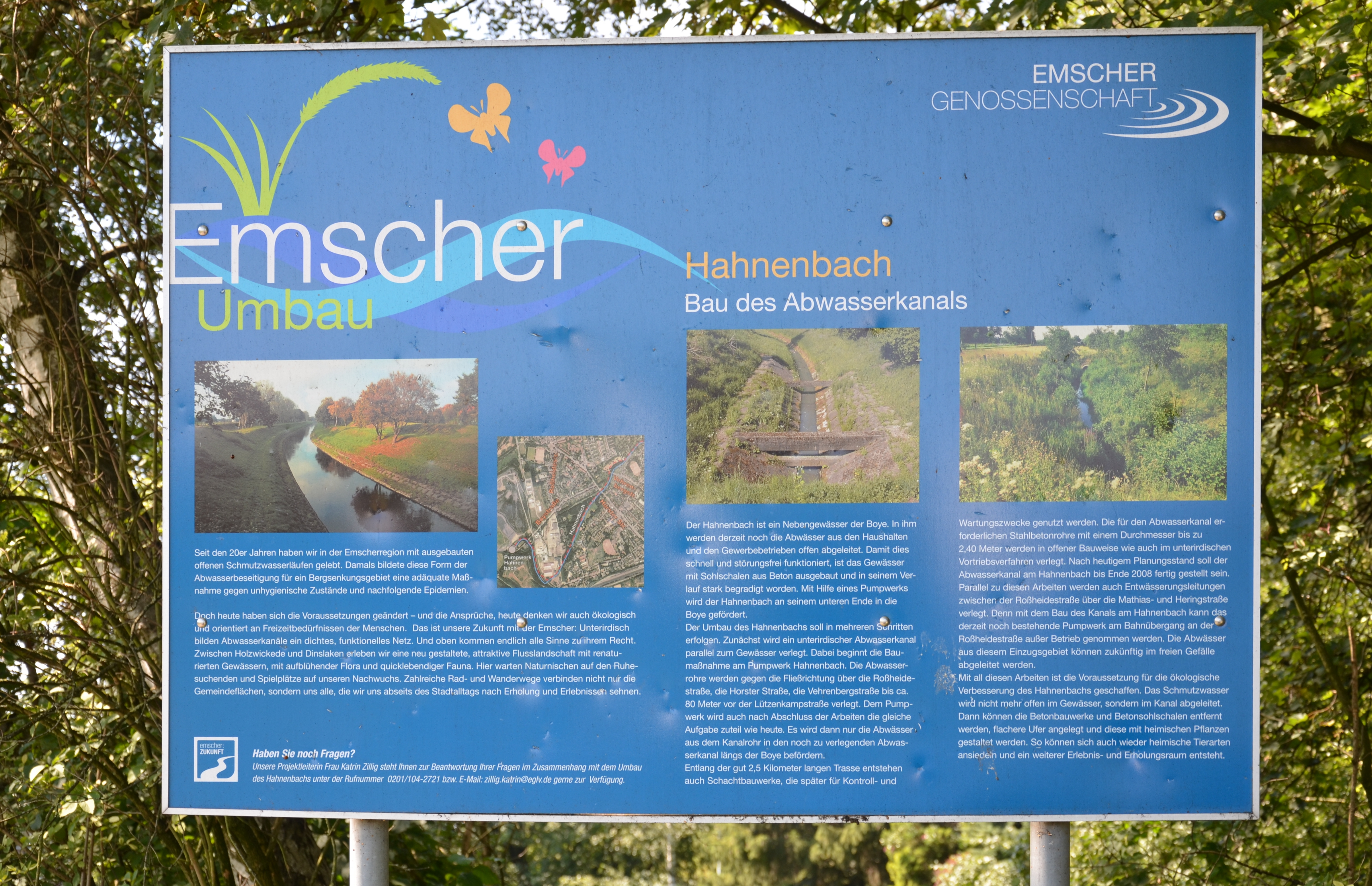
Emschergenossenschaft zum Umbau des Hahnenbaches

Nachdem der Bach jahrzehntelang als Köttelbecke diente, wurde 2008 ein parallel verlaufener Abwasserkanal gebaut, der seit 2009 in Betrieb ist. Seit September 2010 wird der Bach im Rahmen des Projekts Umbau des Emschersystems wieder renaturiert. Die Arbeiten sollen bis 2012 abgeschlossen sein. Dabei entsteht auch der Erlebnispfad Unser Hahnenbach, der an acht Stationen verschieden gestaltete Aufenthalts- und Zugangsbereiche, ein „Blaues Klassenzimmer“, Kunstobjekte, Informationstafeln und kleine Stege bieten wird.